# Svilojevo
Svilojevo (izvirno srbsko Свилојево) je naselje v Srbiji, ki upravno spada pod Občino Apatin; slednja pa je del Zahodnobačkega upravnega okraja.

## Demografija
V naselju živi 1101 polnoletni prebivalec, pri čemer je njihova povprečna starost 42,4 let (40,7 pri moških in 44,0 pri ženskah). Naselje ima 510 gospodinjstev, pri čemer je povprečno število članov na gospodinjstvo 2,67.
|  |

| Demografija | Demografija     | Demografija     |
| Leto        | Št. prebivalcev | Št. prebivalcev |
| ----------- | --------------- | --------------- |
|             |                 |                 |
|             |                 |                 |
|             |                 |                 |
|             |                 |                 |
| 1948        | 1750            |                 |
| 1953        | 1917            |                 |
| 1961        | 1785            |                 |
| 1971        | 1667            |                 |
| 1981        | 1490            |                 |
| 1991        | 1278            | 1268            |
| 2002        | 1399            | 1364            |
|             |                 |                 |

| Etnična sestava po popisu iz leta 2002 | Etnična sestava po popisu iz leta 2002 | Etnična sestava po popisu iz leta 2002 | Etnična sestava po popisu iz leta 2002 | Etnična sestava po popisu iz leta 2002 |
| -------------------------------------- | -------------------------------------- | -------------------------------------- | -------------------------------------- | -------------------------------------- |
| Madžari                                | Madžari                                |                                        | 792                                    | 58,06%                                 |
| Srbi                                   | Srbi                                   |                                        | 403                                    | 29,54%                                 |
| Hrvati                                 | Hrvati                                 |                                        | 47                                     | 3,44%                                  |
| Jugoslovani                            | Jugoslovani                            |                                        | 19                                     | 1,39%                                  |
| Črnogorci                              | Črnogorci                              |                                        | 2                                      | 0,14%                                  |
| Muslimani                              | Muslimani                              |                                        | 2                                      | 0,14%                                  |
| Slovenci                               | Slovenci                               |                                        | 1                                      | 0,07%                                  |
| Romuni                                 | Romuni                                 |                                        | 1                                      | 0,07%                                  |
| Bunjevci                               | Bunjevci                               |                                        | 1                                      | 0,07%                                  |
| Neznano                                | Neznano                                |                                        | 6                                      | 0,43%                                  |